# Collinsia sachalinensis
Collinsia sachalinensis är en spindelart som beskrevs av Kirill Yeskov 1990. Collinsia sachalinensis ingår i släktet collinsior, och familjen täckvävarspindlar. Inga underarter finns listade i Catalogue of Life.